# 1442

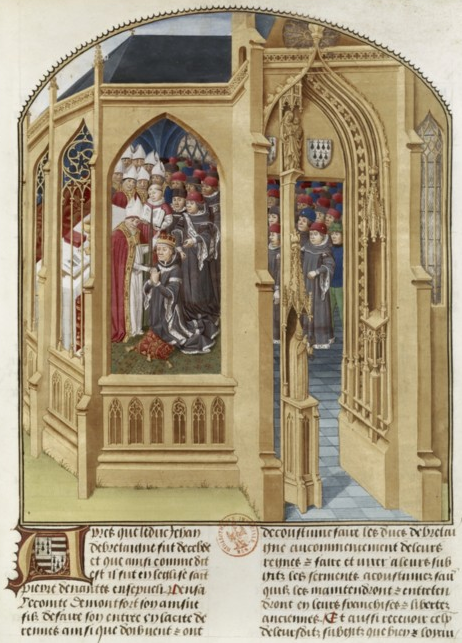
kroning van Frans I van Bretagne

Het jaar 1442 is het 42e jaar in de 15e eeuw volgens de christelijke jaartelling.

## Gebeurtenissen
- 25 januari - Nürtinger Verdrag: Het graafschap Württemberg wordt verdeeld in Württemberg-Stuttgard onder Ulrich V en Württemberg-Urach onder Lodewijk III
- 27 februari - Filips II van Nassau-Weilburg en Johan II van Nassau-Saarbrücken verdelen hun bezittingen: Filips krijgt het graafschap Nassau-Weilburg en Johan het graafschap Saarbrücken.
- 17 juni - Koning Frederik III van Duitsland wordt in Aken gekroond.
- 12 juli - Koning René I van Anjou moet na een beleg van 7 maanden door Alfons V van Aragon de stad Napels en daarmee het koninkrijk Napels opgeven. Hiermee worden Napels en Sicilië (tijdelijk) weer verenigd.
- 24 juli - De Hanzestad Bremen verklaart de oorlog aan Holland, Friesland, Zeeland en Vlaanderen.
- 26 november - In 's-Hertogenbosch wordt door Reinier van Arkel een 'zinlozenhuis' opgericht. Het is de oudste psychiatrische inrichting van Nederland.
- december - In de bul Illius qui geeft paus Eugenius IV aflaat aan alle christenen die met Hendrik de Zeevaarder tegen de Saracenen vechten.
- Mahmud Khalji van Malwa valt Mewar binnen.
- Paus Eugenius IV legt het principe van Extra ecclesiam nulla salus als dogma vast: niet-christenen en ketters zijn uitgesloten van het heil tenzij ze zich alsnog bekeren.
- Het hertogdom Bragança wordt gesticht voor Alfons I.
- Gramsbergen ontvangt stadsrechten.
- Stichting van het klooster Agnetendal in Dommelen.
- Rita van Cascia ontvangt stigmata.

## Opvolging
- Bretagne: Jan V opgevolgd door zijn zoon Frans I
- Napels: René I van Anjou opgevolgd door Alfons V van Aragon
- Nassau-Siegen, Vianden en Breda: Engelbrecht I opgevolgd door zijn zonen Johan IV en Hendrik II
- Noorwegen: Erik van Pommeren opgevolgd door zijn neef Christoffel III van Denemarken
- shogun (Japan): Ashikaga Yoshinori opgevolgd door zijn zoon Ashikaga Yoshikatsu

## Afbeeldingen

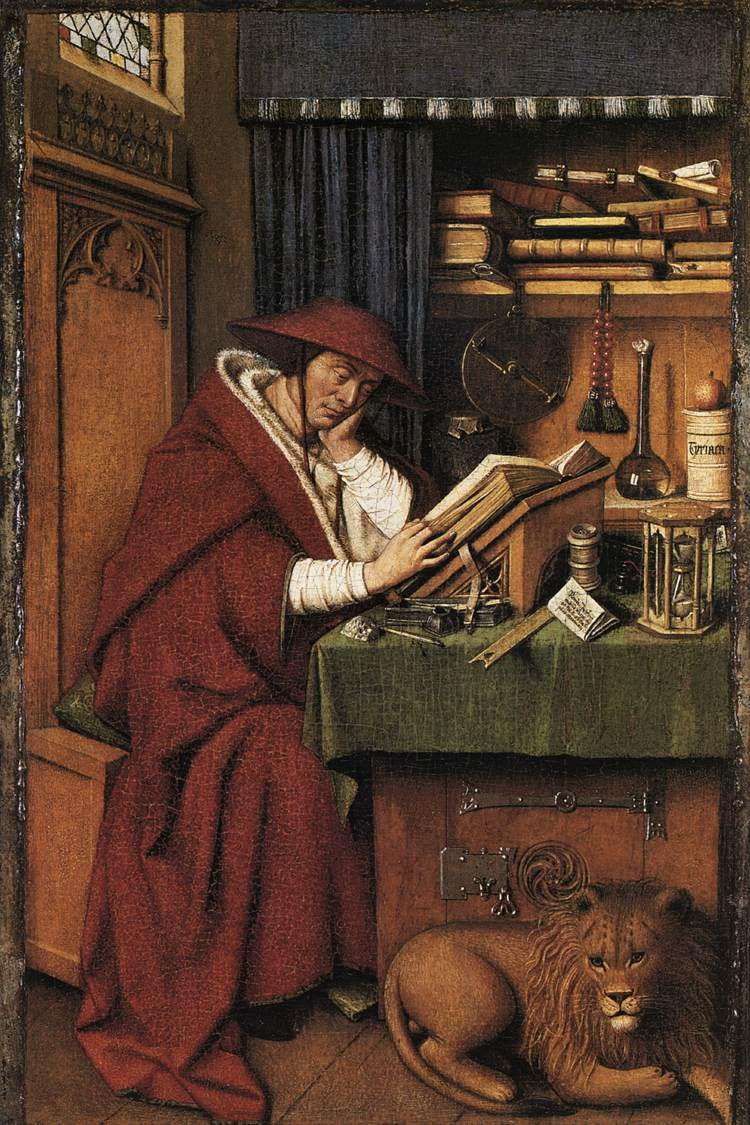
Jan van Eyck: H. Hieronymus in zijn studeervertrek
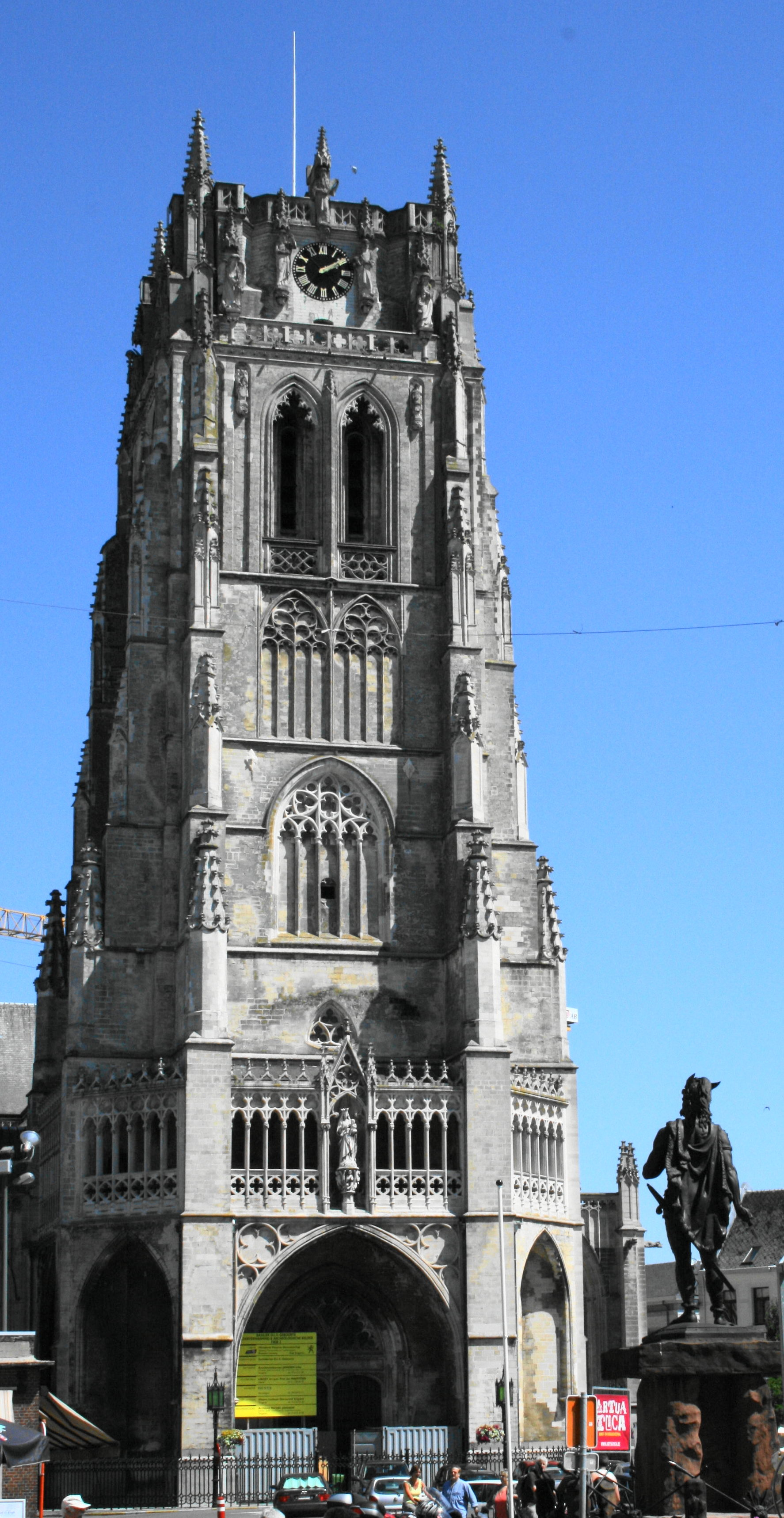
Onze-Lieve-Vrouwebasiliek, Tongeren (toren 1442)

## Geboren
- 1 januari - Margaretha van Beieren-München, Duits edelvrouw
- 27 februari - Otto van Arkel van Heukelom, Brabants edelman
- 28 februari - Oswald I van den Bergh, Duits edelman
- 20 april - Eduard IV, koning van Engeland (1461-1483)
- 3 juli - Go-Tsuchimikado, keizer van Japan (1464-1500)
- 13 juli - Vannozza dei Cattanei, maîtresse van Alexander VI
- 8 september - John de Vere, Engels edelman
- Paul de Baenst, Vlaams staatsman
- Bernard II van Bentheim, Duits edelman
- Benedetto da Maiano, Italiaans beeldhouwer
- Anthony Woodville, Engels edelman
- Ahmad Zarruq, Marokkaans religieus leider
- Filips Wielant, Zuid-Nederlands jurist (jaartal bij benadering)

## Overleden
- 2 februari - Margaretha van Bourgondië (48), Frans edelvrouw
- 17 februari - Ziemovit V van Mazovië (~52), Pools edelman
- 22 april - Roeland van Uutkerke, Vlaams ridder
- 3 mei - Engelbrecht I van Nassau-Siegen (~72), Duits edelman
- 29 augustus - Jan V (52), hertog van Bretagne (1399-1442)
- 31 augustus - Arnold Gheyloven, Nederlands jurist en theoloog
- 15 september - Casimir II van Belz (~40), Pools edelman
- 1 november - Johan V van Mecklenburg (~24), Duits edelman
- 7 november - Margaretha van Baden (38), Duitse adellijke vrouw
- 14 november - Yolande van Aragon (58), Aragonees-Frans edelvrouw
- 15 december - Pierre Cauchon (~71), Frans bisschop
- 19 december - Elisabeth van Luxemburg (33), echtgenote van keizer Albrecht II
- 28 december - Catharina van Brunswijk-Lüneburg (~47), echtgenote van Frederik I van Saksen
- Rinaldo degli Albizzi (~72), Florentijns edelman
- Jan IV van Hoogstraten (~82), Brabants edelman